# Shargacucullia macewani
Shargacucullia macewani là một loài bướm đêm thuộc họ Noctuidae. It is endemic of tây nam Arabia. Nó được tìm thấy ở Ả Rập Xê Út, Yemen và Israel.
Con trưởng thành bay từ tháng 1 đến tháng 2. Có một lứa một năm.
Ấu trùng ăn Scrophularia hypericifolia.